# Europol Platform for Experts
Die Europol Platform for Experts (EPE; dt. Europol-Expertenplattform) ist eine sichere, von Europol betriebene Kommunikationsplattform zur themenübergreifenden Zusammenarbeit von Spezialisten der Polizeibehörden. In einem Bericht des Europarats vom Januar 2015 wird die EPE neben dem Secure Information Exchange Network Application (SIENA), dem Europol Information System (EIS) und dem Europol Analysis System (EAS) als Kernapplikation Europols bezeichnet.:S. 36
Europol ist auf EU-Ebene dem Rat für Justiz und Inneres rechenschaftspflichtig. Der Rat übt die Hauptkontrolle über Europol aus und ist für die Ausrichtung von Europol zuständig.

## Zielsetzung
Die Plattform soll den Austausch vereinfachen von:
- Best practices
- Dokumentationen
- Neuheiten
- Wissen
- nicht-personenbezogene Daten zu schwerwiegenden Gesetzesverstößen.

Auf der Plattform können Experten ihr Wissen in Online-Communities austauschen. Zugang kann ausschließlich durch Einladung eines Plattformadministrators erlangt werden. Eingeladen werden Mitarbeiter von Polizeibehörden aber auch nichtpolizeiliche Personen aus Berufsgruppen mit einem kriminologischen Themenbezug, beispielsweise Akademiker oder Fachpersonal aus der privaten Industrie.
Zur Verfügung gestellt werden
- eine Bibliothek (Library) für Dokumente von Interesse
- ein Message-Forum, auf dem Beteiligte Fragen stellen und mit interessierten Teilnehmern diskutieren können
- ein Blog zur Information der Expertenkollegen über Artikel, Events und Veränderungen
- ein Kalender, der auf Termine aufmerksam macht
- ein Wiki, in dem eine Wissensbasis für die Europäische Intelligence Community aufgebaut wird (vergleiche Intellipedia).

## Communities
Die diskutierten Themengebiete sind vielfältig und aufgeteilt in sogenannte Communities. Sie umfassen beispielsweise Verbrechen mit Fahrzeugen, Zeugenschutz, Computer- und Internetkriminalität, Falschgeldkriminalität, Kreditkartenbetrug, gewaltsamer Extremismus, Entführungen, Verstöße gegen das geistige Eigentum, forensische Tatortuntersuchung, Bandenkriminalität, Behandlung von Informanten, verdeckte Überwachungen, Technologien zur Polizeiarbeit, Maßnahmen im Rahmen des Prümer Vertrages und viele andere mehr. Im Rahmen der EPE werden die Diskussionsforen gehostet von Organisationen wie der European Network of Forensic Science Institutes.
Das deutsche Bundeskriminalamt (BKA) beteiligt sich an der Community Cross-Border Surveillance Working Group (grenzüberschreitende Überwachung), wobei der Einsatz technischer Mittel untersucht wurde. Darüber hinaus sind weitere Themenfelder bekannt, die von Interesse sind.

## Teilnehmer und Entwicklung
In einem Rückblick auf das Jahr 2013 berichtet Europol von 33 Online-Communities und insgesamt 4419 Anwendern. Ende 2015 waren nach Angaben von Europol 8140 Anwender aus 84 Ländern angemeldet. Davon waren ca. 2000 im gleichen Jahr zum ersten Mal auf der Plattform.

## Kritik
Schon 2012 äußerte die Opposition im deutschen Bundestag Bedenken zur Verbindung von BKA und Bundespolizei in der EPE. Umfang und Inhalt der Mitarbeit unterliegen der Geheimhaltung und sind somit nicht öffentlich. Beide könnten sich beispielsweise an Arbeitsgruppen beteiligen, die grenzüberschreitende Aktivitäten betreffen. 2012 war diese Mitarbeit noch nicht durch die Bundesregierung bestätigt. Damals bestand zumindest der begründete Verdacht, dass es Kompetenzüberschneidungen mit dem Bundesnachrichtendienst geben könnte.